# Symphonie no 1 de Khatchatourian
Pour les articles homonymes, voir Symphonie no 1.
La Symphonie no 1 est une symphonie d'Aram Khatchatourian. Dédiée au 15e anniversaire de la création de la république d'Arménie, elle fut créée à Moscou le 23 avril 1935 par Eugen Senkar.

## Analyse de l'œuvre
1. Andante maestoso - Allegretto giocoso - Allegro non troppo - Andantino cantabile
2. Adagio sostenuto
3. Finale - Allegro risoluto